# دای نیپون پرینتینگ

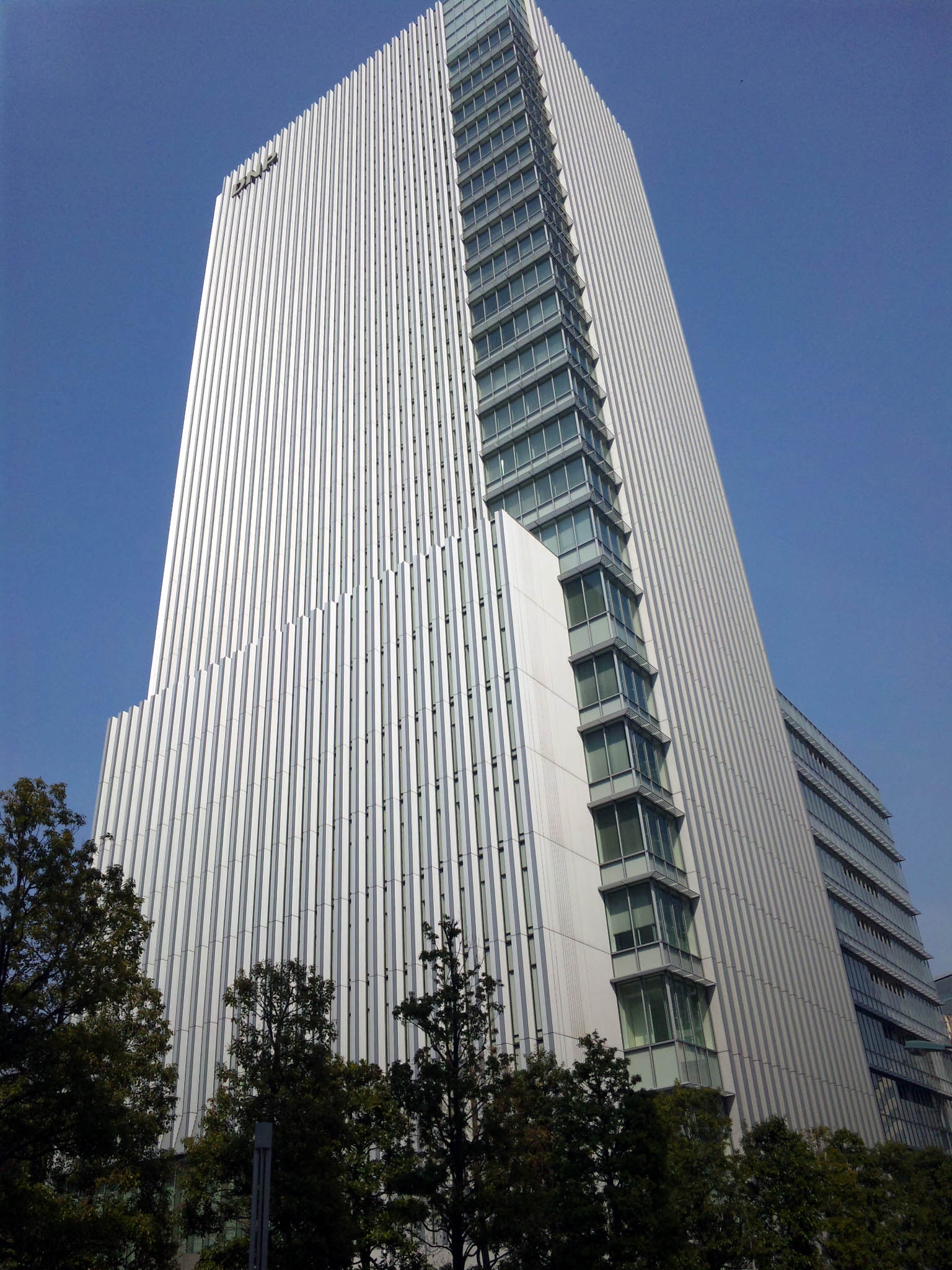
ساختمان دفتر مرکزی دای نیپون پرینتینگ

دای نیپون پرینتینگ (به ژاپنی: 大日本印刷) شرکت خوشه‌ای ژاپنی است، که در ۳ حوزه انتشارات (شامل: چاپ و انتشار کتاب، نشریات، فرهنگ لغت و کتاب‌های درسی، بسته‌بندی، قالب‌سازی و تولید کاغذ دیواری)، الکترونیک (شامل: تولید انواع کارت‌های اعتباری و کارت‌های هوشمند، نیم‌رساناها، پایگاه داده‌ها، فیبر مدار چاپی و مدارهای مجتمع) و تولید مصالح ساختمانی فعالیت می‌کند.
شرکت دای نیپون پرینتینگ در سال ۱۸۷۶ تأسیس شد. دفتر مرکزی این شرکت در شهر شینجوکو، توکیو، ژاپن قرار دارد و بخشی از سهام آن در بازار بورس توکیو معامله می‌شود.